# Marta Suchecka
Marta Suchecka (ur. 4 sierpnia 1904 w Nieżywięciu w dawnym powiecie brodnickim, zm. 22 lutego 1992 w Gdańsku) – skrzypaczka i pedagog, związana ze szkolnictwem muzycznym miasta Bydgoszczy w okresie międzywojennym i po II wojnie światowej.

## Życiorys
Była jedynym dzieckiem Marianny i Antoniego Jankowskich. Po pożarze rodzinnego majątku osiedliła się z rodzicami w Bydgoszczy.
W 1922 uzyskała średnie wykształcenie ogólnokształcące w Liceum Miejskim w Bydgoszczy. Mając zamiar poświęcenia się pracy pedagogicznej, kontynuowała naukę w tym liceum na Wydziale Pedagogicznym (1923), a jednocześnie uczyła się gry na skrzypcach u dyrygenta i kompozytora, dyrektora Bydgoskiego Konserwatorium Muzycznego – Wilhelma von Winterfelda. Później została uczennicą tego konserwatorium (1920-1930), a w 1921 uzyskała w nim zatrudnienie, prowadząc samodzielną klasę skrzypiec (1921-1930). Krytycy muzyczni odkreślali wysoki poziom artystyczny jej prezentacji, nazywając ją „wschodzącą gwiazdą na miejscowym firmamencie muzycznym”.
Kontynuowała studia wyższe w konserwatorium w Lipsku, które ukończyła u prof. Küchlera. W Lipsku poznała swego przyszłego męża Brunona Sucheckiego (ur. w 1902 w Gdańsku-Wrzeszczu), który był nauczycielem i polskim urzędnikiem konsularnym w Niemczech, studiującym grę na skrzypcach w lipskim konserwatorium. Po zawarciu związku małżeńskiego w Bydgoszczy (1931) zamieszkali w Lipsku. Gdy po dojściu Adolfa Hitlera do władzy zaczęto likwidować polskie szkoły na terenie Niemiec, powrócili do Polski w okolice Złotowa do pracy w tamtejszych szkołach.
Po wybuchu II wojny światowej wrócili do Bydgoszczy. Mąż Marty Brunon Suchecki został aresztowany przez gestapo i za swoją działalność oświatową wywieziony do obozu koncentracyjnego w Stutthofie, gdzie w 1940 został rozstrzelany. Marta Suchecka pozostała sama z dwoma synami, z których pierwszy – Roman (ur. 1933 w Lipsku), został w przyszłości wybitnym wiolonczelistą i pedagogiem, profesorem wyższych uczelni muzycznych Gdańska i Bydgoszczy i wieloletnim ich rektorem; drugi (ur. 1935 w Bydgoszczy) był lekarzem.
W okresie okupacji Marta Suchecka pracowała jako pomoc biurowa, utrzymując synów i rodziców. Po wyzwoleniu powróciła do swojego zawodu pedagoga w bydgoskich szkołach muzycznych. Pracowała głównie w Podstawowej Szkole Muzycznej (1945-1968). Po przejściu na emeryturę (1968) uczyła jeszcze w bydgoskich szkołach muzycznych: podstawowej i średniej do 1972, pełniąc jednocześnie, nieprzerwanie od 1953 funkcję kierownika sekcji instrumentów smyczkowych. Obok indywidualnych zajęć, lekcji z uczniami, prowadziła także zespoły kameralne, osiągając w obu dziedzinach doskonałe rezultaty. Z jej „szkoły wiolinistyki” wyszło wielu skrzypków, jak np. Józef Kolinek, Krzysztof Podejko, Grzegorz Rezler, Magdalena Rezler-Niesiołowska (prof. Akademii Muzycznej w Warszawie i Fryburgu Bryzgowijskim), czy też wnuczka, Magdalena Suchecka (profesor i dziekan Wydziału Instrumentów Smyczkowych w konserwatorium w Bostonie).
Mieszkała w Bydgoszczy do 1970. Później przeprowadziła się do Gdańska-Oliwy, tam zmarła w 1992.